# Église Saint-Martin de Mars-sous-Bourcq
L'église Saint-Martin est une église située à Mars-sous-Bourcq, en France.

## Description
En extérieur, le clocher mince et élancé, avec quatre clochetons à sa base, surmonte la croisée des transepts. La nef devait être initialement entourée de bas-côtés, si l'on en croit les arcades en plein cintre à imposte noyées dans la maçonnerie. Le chevet est défendu par des archères.  
A l’intérieur, la nef est plafonnée retombant en pénétration dans les piles. Elle ouvre sur un transept et un chœur du XVIe siècle, dont les nervures des voûtes. Un escalier dans la tour carrée accolée au bras nord du transfert donne accès à un comble qui servait de refuge. 
Dans l'église, on peut noter un travail de la pierre assez remarquable, sans doute par des artisans locaux : niche de style gothique flamboyant près du maître-autel à droite du chœur, une autre à coquille Renaissance au transept sud, une troisième au transept sobre mais intéressante, avec une fleur de lys stylisée, et la marque de l’ouvrier, un marteau sculpté au piédroit. Les chapiteaux du chœur sont ornés de raisins, et d’anges.

## Localisation
L'église est située sur la commune de Mars-sous-Bourcq, dans le département français des Ardennes.

## Historique
En 1587, le village a l'autorisation de procéder à des travaux de fortification de l'église et du cimetière : mise en place d'une tour carrée et d'une salle refuge, archères, ...
L'édifice est classé au titre des monuments historiques depuis le 2 mars 1920.